# Jairo Castillo
Jairo Fernando Castillo Cortés (Tumaco, Nariño, 17 de noviembre de 1977) es un exfutbolista colombiano. Jugó como delantero, tuvo una exitosa y dilatada carrera desarrollada principalmente en el fútbol argentino y en el América de Cali donde fue figura en varios campeonatos obtenidos.

## Trayectoria

### Periplo en América de Cali
Surgió de las divisiones inferiores de América de Cali, club en el que debutó profesionalmente en 1994 jugando pocos partidos. En 1995 es cedido al Atlético Bucaramanga, equipo con el que logró el campeonato de Segunda División, siendo uno de los jugadores más destacados de aquella campaña.
En 1996 regresó al América donde jugó por varias temporadas y realizó sus mejores actuaciones, obteniendo el título en la temporada 1996-97, siendo el artillero de América al conseguir 13 goles, uno de ellos en la final; la Copa Merconorte de 1999 significó el primer título internacional de los Diablos Rojos, en el partido de vuelta el tigre marcó el gol que empató la serie, y al final le dio el título al América en definición por penales. tras una temporada en Argentina, en 2001 regresó al América de Cali, donde se consagró campeón del Campeonato colombiano 2001 y el Torneo Apertura 2002, en este último fue gran figura, pues con tres goles suyos el América venció a Atlético Nacional 2-1 en Cali y 0-1 en Medellín.
En julio de 2005 regresó por cuarta vez al América, al año siguiente jugó la totalidad de la temporada en Millonarios donde no tuvo continuidad. En septiembre de 2011 llegó a un acuerdo para unirse, de nuevo, al América de Cali, club del que es hincha, sellando su quinta incursión en los diablos rojos; si bien logró 7 goles en el Torneo Finalización y 1 en el partido de la promoción (siendo el delantero más regular del equipo), el Tigre falló el último cobro penal de la serie de promoción, lo que significó el descenso del América de Cali a la Primera B.

### Trayectoria internacional
Su primer club en el extranjero fue Vélez Sarsfield en la temporada 2000-2001 anotando siete goles en 55 encuentros disputados, sin embargo para diciembre de 2001 estaba de regreso en América; para enero de 2004 volvió al fútbol argentino, incorporándose a Independiente de Avellaneda, durante su paso por ese club y tras la muerte de José Omar Pastoriza, cada vez que el Tigre marcaba un gol, se quitaba la camiseta del equipo rojo y mostraba una camiseta bajo ésta que decía "Pato", lo cual demostraba su aprecio por este gran técnico.
Logró llegar al fútbol europeo en enero de 2005, sumándose al Valladolid de España para jugar la segunda ronda de la temporada 2004/2005 de la Liga Adelante, pero su actuación es casi intrascendente y solo permaneció 6 meses en esta institución. No obstante, a mediados de 2007 partió otra vez al fútbol europeo, incorporándose al AEL Limassol FC de Chipre, donde solo jugó medio año.
A principios de 2008 llegó a Defensor Sporting de Uruguay, donde se consagró campeón del Campeonato 2007-08, enfrentando a Peñarol (campeón del Clausura 2008), y tras vencerlo consiguió su primer título en el exterior.
El 3 de julio de 2008 se incorporó al equipo argentino Godoy Cruz de Mendoza, donde vivió momentos relevantes, como los 3 goles que anotó en el mismo partido a Boca Juniors donde militaba por entonces el también colombiano Fabián Vargas, excompañero suyo en el América de Cali, logrando al final una histórica victoria por 4-1, siendo él la figura de la fecha 8 del Apertura 2008 del fútbol argentino, no obstante, se lesionó en el siguiente partido frente a Gimnasia de Jujuy en el que el Tomba perdió por 2-1. La lesión de Castillo fue rotura de ligamentos cruzados, que le tuvo inactivo por 7 meses. Fue una muy mala noticia, ya que Castillo era en ese momento el delantero más importante del cuadro de Mendoza. En 2010 reaparece en las canchas.
Realizó notorias actuaciones con Godoy Cruz en el Torneo Clausura 2010, que colaboraron para que el equipo terminara en el tercer puesto, sumara un buen puntaje en el promedio y concluyera el torneo como el mejor equipo del interior de la Argentina en torneos cortos.
En el Apertura 2010 Castillo contribuyó con el máximo objetivo del equipo en dicho torneo, clasificar a la Libertadores 2011, además logró convertirse en el máximo goleador de Godoy Cruz en primera división, con lo que cerró un año muy satisfactorio para su carrera y mucho más para el equipo mendocino.
Al término del año concluyó su contrato con Godoy Cruz, por lo cual se marchó al fútbol mexicano para jugar con los Gallos Blancos de Querétaro dejando una gran huella en la institución y en la hinchada tombina. No obstante, a poco menos de dos meses de su llegada al club mexicano, es dado de baja junto con Arnold Rivas por bajo desempeño y malos resultados. por lo cual fichó a principios de 2011 su regreso a Independiente de la Primera División de Argentina para disputar la Copa Libertadores, pese al interés del Colo-Colo de Chile.
El 13 de enero de 2012, llegó a un acuerdo con Atlético Tucumán por una cesión de 6 meses, para disputar la segunda parte del torneo de la Primera B Nacional de Argentina. El club del norte había puesto sus ojos en él debido a las condiciones futbolísticas y la experiencia profesional del delantero cafetero, dos cualidades que sin duda alimentarían el sueño Decano de volver a la máxima categoría del fútbol Argentino, anotó su primer gol con el Atlético Tucumán en el empate 1 a 1 contra Gimnasia y Esgrima de Jujuy. El 8 de abril de 2012 se formalizó la desvinculación del delantero Jairo Castillo del equipo. El 18 de mayo de 2013 se oficializó su incorporación al Boyacá Chico en el que permaneció hasta finales de 2014, siendo este su último club.

## Selección nacional
Fue internacional con la selección colombiana entre 1999 y 2005. En el año 2001 ganó la Copa América disputada en Colombia. Es recordado por marcar un gol a la Selección de Chile en las eliminatorias al Mundial Corea Japón 2002 en la ciudad de Santiago de Chile, luego de una jugada de Juan Pablo Ángel quien recuperó un balón en la línea final justo antes que éste saliera y luego envió un centro que finalizó en un gol de chilena, con lo que el partido terminó 0-1 a favor de Colombia.

### Goles internacionales
| # | Fecha     | Lugar                                       | Rival         | Gol | Resultado | Competición                                 |
| - | --------- | ------------------------------------------- | ------------- | --- | --------- | ------------------------------------------- |
| 1 | 26-4-2000 | Estadio Hernando Siles, Bolivia             | Bolivia       | 1-1 | 1-1       | Eliminatorias Mundial de Corea y Japón 2002 |
| 2 | 27-5-2000 | Giants Stadium, Estados Unidos              | Jamaica       | 1-0 | 3-0       | Amistoso                                    |
| 3 | 15-8-2000 | Estadio Nemesio Camacho El Campín, Colombia | Uruguay       | 1-0 | 1-0       | Eliminatorias Mundial de Corea y Japón 2002 |
| 4 | 2-9-2000  | Estadio Nacional de Chile, Chile            | Chile         | 0-1 | 0-1       | Eliminatorias Mundial de Corea y Japón 2002 |
| 5 | 15-1-2005 | Memorial Coliseum, Estados Unidos           | Corea del Sur | 1-1 | 2-1       | Amistoso                                    |

### Participaciones enCopas Oro
| Copa Oro            | Sede                    | Resultado          | PJ | GA | Asis |
| ------------------- | ----------------------- | ------------------ | -- | -- | ---- |
| Copa de Oro de 2000 | Estados Unidos          | Subcampeón         | 1  | 0  | 0    |
| Copa de Oro de 2003 | Estados Unidos y México | Cuartos de final   | 3  | 0  | 0    |
| Total en Copas Oro  | Total en Copas Oro      | Total en Copas Oro | 4  | 0  | 0    |

### Participaciones enCopas América
| Copa América      | Sede     | Resultado | PJ | GA | Asis |
| ----------------- | -------- | --------- | -- | -- | ---- |
| Copa América 2001 | Colombia | Campeón   | 2  | 0  | 0    |

### Participaciones enEliminatorias al Mundial
| Eliminatoria                                | Sede del Mundial       | Posición               | Resultado              | PJ | GA | Asis |
| ------------------------------------------- | ---------------------- | ---------------------- | ---------------------- | -- | -- | ---- |
| Eliminatorias Mundial de Corea y Japón 2002 | Corea del Sur y Japón  | 6°lugar 27pts          | Eliminado              | 8  | 3  | 0    |
| Eliminatorias Mundial de Alemania 2006      | Alemania               | 6°lugar 24pts          | Eliminado              | 3  | 0  | 0    |
| Total en Eliminatorias                      | Total en Eliminatorias | Total en Eliminatorias | Total en Eliminatorias | 11 | 3  | 0    |

## Clubes

### Como jugador
| Club                 | País             | Año              | Partidos | Goles |
| -------------------- | ---------------- | ---------------- | -------- | ----- |
| América de Cali      | Colombia         | 1994             | 20       | 4     |
| Atlético Bucaramanga | Colombia         | 1995             | 25       | 8     |
| América de Cali      | Colombia         | 1996-2000        | 135      | 53    |
| Vélez Sársfield      | Argentina        | 2000-2001        | 55       | 7     |
| América de Cali      | Colombia         | 2001-2003        | 49       | 15    |
| Independiente        | Argentina        | 2004             | 32       | 7     |
| Real Valladolid      | España           | 2005             | 12       | 2     |
| América de Cali      | Colombia         | 2005             | 8        | 1     |
| Millonarios          | Colombia         | 2006             | 16       | 1     |
| AEL Limassol         | Chipre           | 2007             | 5        | 4     |
| Defensor Sporting    | Uruguay          | 2008             | 11       | 6     |
| Godoy Cruz           | Argentina        | 2008-2009        | 8        | 5     |
| Millonarios          | Colombia         | 2009             | 5        | 0     |
| Godoy Cruz           | Argentina        | 2010             | 34       | 11    |
| Querétaro            | México           | 2011             | 5        | 0     |
| Independiente        | Argentina        | 2011             | 4        | 1     |
| América de Cali      | Colombia         | 2011             | 16       | 8     |
| Atlético Tucumán     | Argentina        | 2012             | 8        | 1     |
| Boyacá Chicó         | Colombia         | 2013-2014        | 39       | 11    |
| Total de carrera     | Total de carrera | Total de carrera | 492      | 145   |

### Como asistente técnico
| Club          | País     | Año         | AT de:           |
| ------------- | -------- | ----------- | ---------------- |
| Club Llaneros | Colombia | 2022 - 2023 | Jersson González |

## Palmarés

### Torneos nacionales
| Título              | Club                 | País     | Año     |
| ------------------- | -------------------- | -------- | ------- |
| Primera B           | Atlético Bucaramanga | Colombia | 1995    |
| Primera División    | América de Cali      | Colombia | 1996-97 |
| Primera División    | América de Cali      | Colombia | 2001    |
| Torneo Apertura     | América de Cali      | Colombia | 2002    |
| Campeonato Uruguayo | Defensor Sporting    | Uruguay  | 2007-08 |

### Copas internacionales
| Título          | Club               | País     | Año  |
| --------------- | ------------------ | -------- | ---- |
| Copa América    | Selección Colombia | Colombia | 2001 |
| Copa Merconorte | América de Cali    | Colombia | 1999 |

## Polémicas
El 1 de enero de 1998, en la ciudad de Tumaco protagonizó su primera polémica al atropellar con su camioneta a una moto en la que iban dos personas. Según registros de la época, Castillo conducía en estado embriaguez y en contra vía.
En 2001 conduciendo una camioneta Ford en estado de ebriedad en la ciudad de Cali, le causó la muerte a dos hermanas tras chocar aparatosamente contra un poste, luego pasarse un semáforo en rojo. Castillo fue condenado a 36 meses de prisión aunque nunca iría a la cárcel tras llegar a un acuerdo económico con la familia de las víctimas.
Tanto en 2011 como en 2012, evadió el retén policial del sector de Juanchito en la ciudad de Cali para evitar que se le practicara la prueba de alcoholemia. En esta última se le comunicó que su licencia de conducción sería suspendida por 3 años.
En 2014 Castillo demandó a su compatriota Radamel Falcao García, por uso indebido del apodo Tigre.
Para diciembre de 2015 fue detenido por la policía luego que se le practicara una prueba de alcoholemia, la cual dio positiva en segundo grado. Castillo logró huir del lugar dejando abandonado su vehículo.
A mediados de 2016 nuevamente fue detenido en Cali conduciendo en tercer grado de embriaguez. Al momento de interponérsele la sanción, Castillo alardeaba diciendo que eso solo la hacía más famoso. Posteriormente se dio a conocer que adeuda más de 50 millones de pesos en multas de tránsito.
También en 2016 fue denunciado por maltrato por la modelo Adriana María Paredes. Esta acusó que Castillo la agredió brutalmente en el rostro y que era la quinta vez que lo hacía.